# Mulugeta Wendimu
Mulugeta Wendimu, född den 28 februari 1985, är en etiopisk friidrottare som tävlar i medeldistanslöpning.
Wendimu deltog vid Olympiska sommarspelen 2004 i Aten där han slutade tia på 1 500 meter. Senare samma år blev han trea vid IAAF World Athletics Final i Monaco på 3 000 meter. 
Han deltog även vid VM 2005 och vid Olympiska sommarspelen 2008 på 1 500 meter men tog sig inte vidare till finalen.

## Personliga rekord
- 1 500 meter - 3.31,13
- 3 000 meter - 7.37,97
- 5 000 meter - 12.57,05